# アシェット・リーブル
アシェット・リーブル（Hachette Livre）は、フランスの出版社グループ。2019年の時点で一般書籍部門で世界第3位の売り上げ規模の会社である。

## 沿革
- 1826年 - ルイ・アシェットが、パリの書店「ブレディフ」を取得し「Librairie L. Hachette」として開業
- 1846年 - L. Hachette et Compagnieを設立
- 1914年 - ジュール・ヴェルヌ作品の出版社であるHetzelを買収
- 1919年 - Librairie Hachetteに社名変更
- 1953年 - Le Livre de Pocheを創刊
- 1954年 - GrassetとFasquelleをグループ化
- 1958年 - Fayardをグループ化
- 1961年 - Stockをグループ化
- 1977年 - Hachette SAに社名変更
- 1981年 - ジャン・リュック・ラガルデールが会長を務めるマトラの傘下となる
- 1981年 - JC Lattèsをグループ化
- 1988年 - スペインの出版社Salvatをグループ化
- 1992年 - マトラがHachette SAを合併しMatra-Hachette SAとなる。Hachette SAの書籍出版資産をHachette Livreが継承
- 1993年 - Calmann-Lévyをグループ化
- 1995年 - Hachette Collectionsを設立
- 1996年 - フランスの教育出版社Alexandre Hatier Groupをグループ化
- 1998年 - イギリスの出版社Orion GroupとCassellをグループ化
- 1998年 - アシェット・リーブルのマルチメディア事業とグロリエ・インタラクティブのオンライン教育サービスを統合させたアシェット・マルチメディアを設立。
- 1999年 - イタリアの出版社Rusconiの株式の80％を取得
- 2000年 - GrolierをSCOLASTIC Corpへ売却
- 2001年 - スペインの出版社Bruñoとイギリスの出版社Octopusをグループ化
- 2003年 - Vivendi Universal Publishing（現Editis）のフランスおよびスペインの資産（Larousse、Armand Colin、Dunod、Grupo Anaya）の一部を取得。
- 2004年 - イギリスの出版社Hodder Headlineを買収。ラルース社も買収。
- 2006年 - ラガルデールがアメリカの出版社タイム・ワーナー・ブック・グループを買収
- 2007年 - イギリスの出版社PiatkusとPhilip Allan、メキシコの出版社Patriaをグループ化
- 2008年 - PikaとÉditions des 2 Terresをグループ化。Éditions Albert-Renéの株式の60％を取得
- 2008年 - レバノンのLibrairie Antoineと合弁会社Hachette Antoineを設立
- 2011年 - Éditions Albert-Renéの株式の完全所有者となる
- 2013年 - アシェット・ブック・グループがディズニーからハイペリオンブックスを買収
- 2014年 - アシェットUK傘下のLittle, Brown Book Groupが、イギリスの出版社Constable & Robinsonを買収
- 2014年 - アシェットUK傘下のHodder & Stoughtonが、イギリスの出版社Quercusを買収
- 2015年 - アシェットUKが、イギリスの出版社Rising Starsを買収
- 2015年 - Editions Keroを買収
- 2016年3月 - ハーレクイン・フランスを株式をハーパーコリンズへ売却[3]
- 2016年4月 - アシェット・ブック・グループがPerseus Booksを買収
- 2016年6月 - アシェットUKがモバイル ゲーム開発スタジオNeon Playを買収
- 2017年4月 - モバイル ゲーム開発スタジオIsCool Entertainmentを買収
- 2017年 - アシェットUKがBookoutureを買収
- 2018年 - La PlageとWorthy Publishing Groupを買収
- 2019年 - ボードゲーム部門Hachette Boardgamesを設立
- 2019年 - ボードゲーム出版社Gigamicを買収
- 2019年 - ボードゲーム出版社Blackrock Gamesを買収
- 2020年1月 - Livrescolaire.fr.を買収
- 2020年8月 - アシェットUKがLaurence King Publishingを買収
- 2021年2月 - Sorry We Are Frenchを買収
- 2021年5月 - ボードゲーム出版社Le Scorpion Masquéを買収
- 2021年5月 - CATCH UP GAMEの過半数の株式を取得
- 2021年6月 - Hiboutatillusを買収[4]
- 2021年9月 - Workman Publishingを買収
- 2021年 - アシェットUKがIlluminate Publishingを買収
- 2021年 - アシェットUKがJohn Cattを買収
- 2022年1月 - アシェットUKがPaperblanksを買収
- 2022年2月 - Bragelonneを買収
- 2022年2月 - La Boîte de Jeuの過半数の株式を取得
- 2022年11月 - アシェットUKがWelbeck Publishing Groupを買収

## 主なグループ会社
- LES ÉDITIONS HATIER
  - LIBRAIRIE PAPETERIE NATIONALE（モロッコの教科書出版社）
- ÉDITIONS LAROUSSE（LAROUSSE）
- CYBERTERRE
- LIBRAIRIE GÉNÉRALE FRANÇAISE（Le Livre de Poche）
- PIKA ÉDITION
- SOCIÉTÉ DES ÉDITIONS GRASSET ET FASQUELLE（Grasset）
- LIBRAIRIE ARTHÈME FAYARD（Fayard）
- ÉDITIONS STOCK（Stock）
- ÉDITIONS JEAN-CLAUDE LATTÈS（JC Lattès）
- HACHETTE UK HOLDING LTD
  - HACHETTE UK LTD（イギリス2位の出版グループ）
  - HODDER & STOUGHTON LTD
  - HEADLINE BOOK PUBLISHING LTD
  - QUERCUS EDITIONS LTD
  - ORION PUBLISHING GROUP LTD
  - OCTOPUS PUBLISHING GROUP LTD
    - SUMMERSDALE PUBLISHERS LTD

  - LAURENCE KING PUBLISHING LTD
  - Little, Brown Book Group
  - JOHN CATT EDUCATIONAL LTD
  - WELBECK PUBLISHING GROUP
  - HACHETTE AUSTRALIA PTY LTD（オーストラリア法人）
- HACHETTE LIVRE ESPANA
  - GRUPO ANAYA SA（スペインの出版グループ）
- HACHETTE COLLECTIONS
  - アシェット・コレクションズ・ジャパン
- EDITORIAL SALVAT SL
- EDICIONES LAROUSSE SA de CV
- Hachette Book Group, Inc.（アメリカ4位の出版グループ）